# Xã Webster, Quận Webster, Iowa
Xã Webster (tiếng Anh: Webster Township) là một xã thuộc quận Webster, tiểu bang Iowa, Hoa Kỳ. Năm 2010, dân số của xã này là 227 người.